# 80e régiment de chars de la Garde
Pour les articles homonymes, voir 80e régiment.
Le 80e régiment de chars de la Garde (en russe : 80-й гвардейский танковый полк, abrégé en 80 гв. тп ; traduisible aussi par 80e régiment de tanks de la Garde), de son nom complet le 80e régiment de chars de la Garde de l'ordre du Drapeau rouge (en russe : 80-й гвардейский танковый Краснознамённый полк), numéro d'unité militaire 87441, est une unité blindée des forces terrestres russes. L'unité fait partie de la 90e division de chars de la Garde de la 41e armée, basée à Tchebarkoul dans le district militaire central.

## Histoire
Le régiment hérite de l'histoire de la 80e brigade blindée du 20e corps blindé de Zvenigorod de l'Armée rouge, formé par la directive NPO no 723190ss du 21 janvier 1942 au Centre Gorky ABT (Sormovo).
Le 26 janvier 1942, la brigade opère dans la 3e armée du front de Briansk.
Durant la Seconde Guerre mondiale, la 80e brigade blindée fait partie de l'armée d'active durant les périodes:
- du 22 janvier 1942 au 14 juillet 1942 ;
- du 8 août 1942 au 25 décembre 1942 ;
- du 11 juillet 1943 au 6 août 1943 ;
- du 13 septembre 1943 au 21 avril 1944 ;
- du 5 mars 1945 au 20 avril 1945.

Du 1er juin 1943 jusqu'à la toute fin de la guerre, la 80e brigade est incorporée dans le 20e corps blindé.
Après la fin de la guerre, la 80e brigade est réorganisée en 80e régiment de chars au sein de la 20e division de chars (formation de 1945) tout en maintenant les traditions et les insignes. En 1957, le régiment (unité militaire no 51186) est transféré dans la 38e division blindée de la Garde.
Dans la période 1957-1992, malgré les nombreuses réformes, le 80e régiment de chars (unité militaire 51186) conserve sa numérotation et ses origines jusqu'à sa dissolution en 1992.

### Invasion russe de l'Ukraine
Dans la première quinzaine de mars 2022, les médias russes rapportent la perte de 80 % des effectifs du régiment lors de la bataille d'Izioum dans la région de Kharkiv.
Le 5 juillet 2022, le régiment ayant participé à l'invasion de l'Ukraine reçoit le titre honorifique de la « Garde russe » par décret du Président de la fédération de Russie pour « l'héroïsme, le courage et la force démontrés lors des opérations militaires de défense de la Patrie ».
Le 22 juin 2023, lors de la bataille de la ligne Svatove-Kreminna, des images graphiques montrent les forces ukrainiennes repoussant les attaques des forces russes Storm-Z, du 80e régiment de chars de la Garde et des forces spéciales Akhmat (Kadyrovtsy) dans la forêt de Serebrianka. À la suite de la victoire russe lors de la bataille d'Avdiïvka, le 80e régiment de chars est remercié par le commandant en chef suprême des Forces armées dans un télégramme de félicitations au colonel-général Mordvitchev en date du 17 février 2024.

## Commandants
Liste des officiers ayant commandé l'unité :
- Colonel Piotr Petrovitch Zadorojny (21 janvier 1942 - 27 décembre 1942)
- Lieutenant-colonel, puis colonel Vassili Nikitovitch Bouslaïev (27 décembre 1942 - 14 juillet 1943)
- Colonel Vladimir Iossifovitch Evsioukov (15 juillet 1943 - 10 juin 1945)
- Major général Viktor Ivanovitch Toutouchkine (6 août 1945 - 9 octobre 1946)
- Colonel Alexandre Sergueïevitch Soudeïko (12 janvier 2016 - 2 juin 2020)
- Lieutenant-colonel Andreï Nikolaïevitch Bastrakov (depuis le 2 juin 2020)

## Personnalité ayant servi dans le régiment
- Général d'armée Valeri Guerassimov[8]